# Jeff Marsh

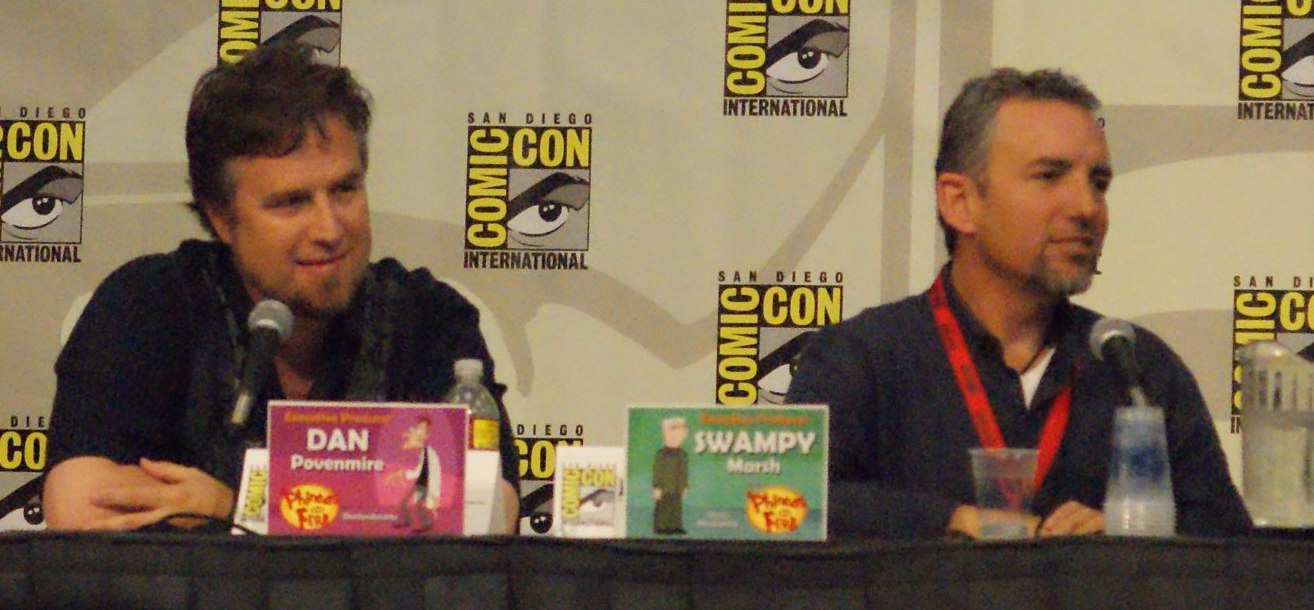
Marsh (derecha) junto a Dan Povenmire.

Jeffrey Kent Marsh (Dudman; Santa Mónica, California; 9 de diciembre de 1960) es un animador estadounidense.
Es uno de los escritores del programa La vida moderna de Rocko (por el canal Nickelodeon). También trabajó en las primeras temporadas de Los Simpson (por el canal Fox) como diseñador de fondos, diseñador de personajes, diseño de animación por computadora y maquetación.
Fue durante ocho años el director, escritor y actor de voz del Mayor Monograma en la serie animada  Phineas y Ferb por canal Disney Channel y actualmente es la voz de Baltazar Cavendish en la serie animada La Ley de Milo Murphy. 
En 1996 ganó un Premio EMA para el programa de televisión animado infantil La vida moderna de Rocko, por el episodio «Zanzíbar». 
También trabajó en el programa Pat cartero durante su estancia en Inglaterra.